# Центр наукової інформації та академічна бібліотека
Центр наукової інформації та академічна бібліотека (пол. Centrum Informacji Naukowej i Biblioteka Akademicka, CINiBA) — спільна бібліотека двох Катовицьких університетів: Економічного та Сілезького університету, що робить його єдиним закладом такого роду в Польщі. CINiBA — це так звана гібридна бібліотека, яка містить різні типи документів, незалежно від носія, на якому вони розміщені. Центр наукової інформації та академічна бібліотека містить близько 1,8 млн екземплярів документів. Бібліотека розпочала роботу у 2012 році. Директором CINiBA є директор бібліотеки Сілезького університету, професор Даріуш Павелець, який як керівник проекту CINiBA керував усім його виконанням (2008—2012). CINiBA, окрім виконання типових функцій університетської бібліотеки, також служить місцем для виставок, культурних подій, наукових конференцій та відпочинку, доступних для громадськості.

## Фінансування CINiBA
Проєкт CINiBA співфінансований Європейським Союзом з Європейського фонду регіонального розвитку в рамках Регіональної операційної програми Сілезського воєводства (ROP WSL 2007—2013) та з бюджету місцевого самоврядування Сілезького воєводства, міста Катовиці, Міністерства науки та вищої освіти Польщі, Економічного університету та Сілезького університету в Катовицях, реалізований консорціумом Економічного та Сілезького університетів у Катовицях.
Вартість проекту: 79 453 600,00 злотих.
Кошти від Європейського фонду регіонального розвитку: 52 828 698,64 злотих.

## Характеристика CINiBA
На території забудови у формі прямокутника розміром 63,75 м х 46,25 м розміщено монолітний 3-х поверховий корпус громадської частини, що містить:
- на першому поверсі головний хол, прилеглий до читальних зал та відділу абонементу, конференц-зала на 90 осіб, навчальна кімната на 30 осіб та супутні приміщення,
- на 1-му та 2-му поверхах відкриті книгозбірні єдиного приміщення, які одночасно є приміщеннями для читачів під наглядом бібліотекарів, основними та спеціальними читальними залами, а також кімнатами для бібліотекарів та працівників бібліотеки.

Над цією частиною будівлі є менший блок, також у вигляді паралелепіпеда, з розмірами 48,75 м х 16,25 м, висотою 14,3 м, який складається з:
- приміщення для працівників відділу комплектування та обробки нових надходжень (третій поверх),
- компактні книгосховища, закриті для читачів, в тому числі сховища для фондів стародруків (4 і 5 поверх).

Нова будівля CINiBA дає можливість зберігати близько 1,8 млн томів. У 2012 році фонд нараховував близько 800 тис. томів.

### Основні дані, що характеризують будівлю CINiBA
- загальна площа — 13 260,49 м²
- корисна площа — 12 273,40 м²
- об'єм об'єкту — 62 560 м³

## Місцезнаходження
CINiBA знаходиться в центрі міста Катовиці, вул. Банкова,11а, в безпосередній близькості до головного корпусу Сілезького університету та Економічного університету.

## Історія проєкту CINiBA
24 березня 2003 — завершився двоетапний конкурс Асоціації польських архітекторів (SARP) на створення концепції Центру наукової інформації та академічної бібліотеки Сілезького університету. Переможцем стала команда архітекторів з Кошаліна та Радома.
21 квітня 2008 — Сілезький університет у Катовицях та Економічний університет у Катовицях утворили консорціум.
8 липня 2008 — було укладено угоду між Сілезьким воєводством та Сілезьким університетом у Катовіце про співфінансування проекту Центру наукової інформації та академічної бібліотеки в рамках Регіональної операційної програми Сілезького воєводства на 2007—2013 роки. Лідером проекту став Сілезький університет, а партнером — Економічний університет.
7 серпня 2009 — підписання контракту на будівництво Центру наукової інформації та академічної бібліотеки між Сілезьким університетом, Економічним університетом та генеральним підрядником — консорціумом «Mostostal Warszawa».
27 вересня 2012 — відкриття бібліотеки для читачів.
12 жовтня 2012 — офіційне відкриття CINiBA.